# ولفجانج غلوك
ولفجانج غلوك (بالألمانية: Wolfgang Glück)‏ هو كاتب سيناريو ومخرج وممثل نمساوي، ولد في 25 سبتمبر 1929 بفيينا في النمسا.

## أعمال

### أفلام
- (1997) ألعاب مضحكة[5]

## وصلات خارجية
- ولفجانج غلوك على موقع IMDb (الإنجليزية)
- ولفجانج غلوك على موقع ألو سيني (الفرنسية)
- ولفجانج غلوك على موقع أول موفي (الإنجليزية)
- ولفجانج غلوك على موقع قاعدة بيانات الأفلام السويدية (السويدية)
- ولفجانج غلوك على موقع قاعدة بيانات الفيلم (الإنجليزية)
- ولفجانج غلوك على موقع كينوبويسك (الروسية)